# Gare des Églisottes
La gare des Églisottes  est une gare ferroviaire française de la ligne de Paris-Austerlitz à Bordeaux-Saint-Jean, située sur le territoire de la commune des Églisottes-et-Chalaures, dans le département de la Gironde, en région Nouvelle-Aquitaine.
C'est une halte de la Société nationale des chemins de fer français (SNCF), desservie par des trains TER Nouvelle-Aquitaine.

## Histoire

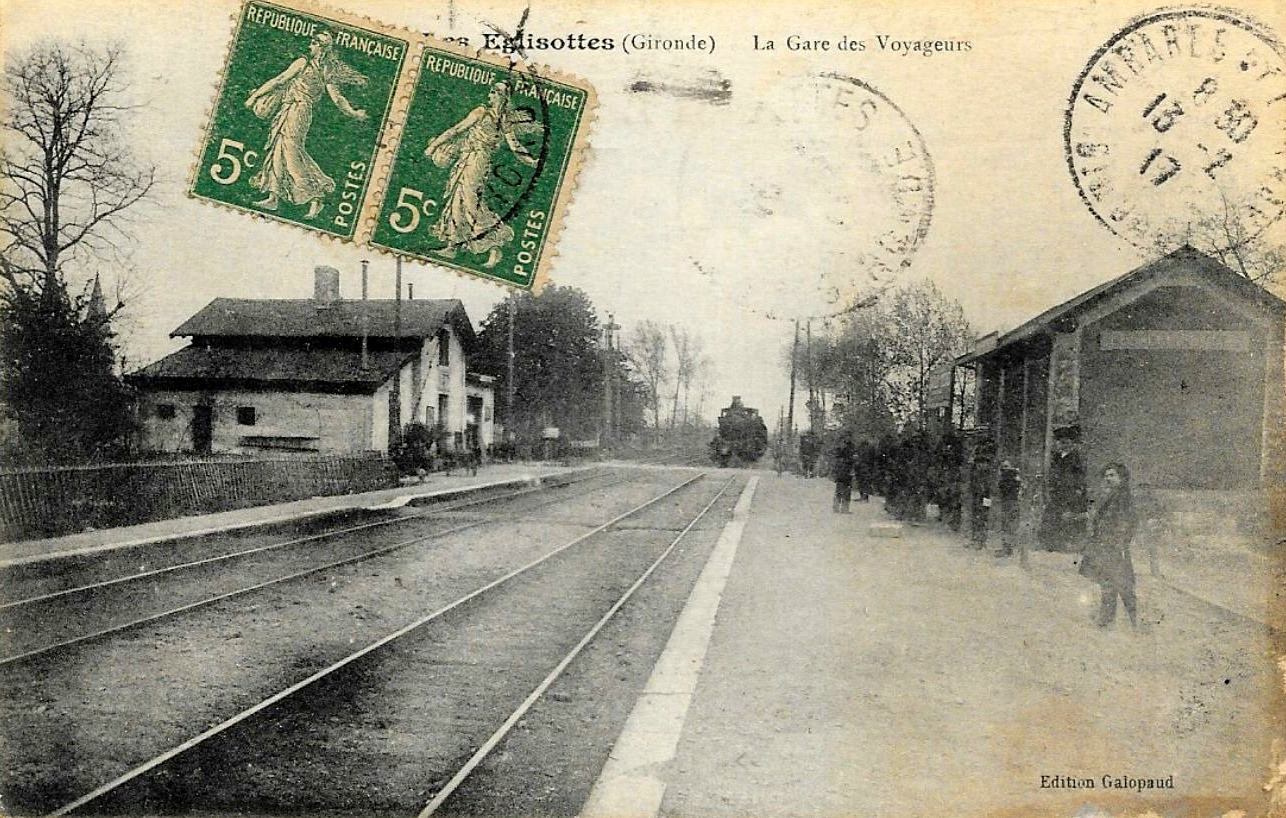
La gare au début du XXe siècle.

## Situation ferroviaire
La gare des Églisottes est située au point kilométrique (PK) 521,685 de la ligne de Paris-Austerlitz à Bordeaux-Saint-Jean, entre les gares de Coutras et Saint-Aigulin - La Roche-Chalais.

## Fréquentation
De 2015 à 2023, selon les estimations de la SNCF, la fréquentation annuelle de la gare s'élève aux nombres indiqués dans le tableau ci-dessous.
| Année     | 2015   | 2016   | 2017   | 2018   | 2019   | 2020   | 2021   | 2022   | 2023   |
| --------- | ------ | ------ | ------ | ------ | ------ | ------ | ------ | ------ | ------ |
| Voyageurs | 12 777 | 14 905 | 15 364 | 17 957 | 21 979 | 18 059 | 16 819 | 22 336 | 24 938 |

## Service des voyageurs
À l'automne 2019, la gare est desservie par les trains TER Nouvelle-Aquitaine circulant entre Bordeaux et Angoulême, du lundi au vendredi, à raison de quatre trains vers Bordeaux et cinq vers Angoulême, les samedis, dimanches et jours fériés par trois trains vers Bordeaux et quatre vers Angoulême).
En 2021, la gare est desservie par cinq trains TER Nouvelle-Aquitaine du lundi au vendredi (cinq vers Bordeaux et inversement vers Angoulême), deux trains les samedis et deux ou trois trains le dimanche et fêtes (deux vers Bordeaux et trois vers Angoulême dont l’un en provenance de Coutras).